# Kalaharicus
Kalaharicus is een geslacht van rechtvleugeligen uit de familie Lentulidae. De wetenschappelijke naam van dit geslacht is voor het eerst geldig gepubliceerd in 1961 door Brown.

## Soorten
Het geslacht Kalaharicus  is monotypisch en omvat slechts de volgende soort:
- Kalaharicus elongatus (Brown, 1961)